# یوخاری بیلنه
یوخاری بیلنه (به لاتین: Yuxarı Bilnə) یک منطقه مسکونی در جمهوری آذربایجان است که در شهرستان لریک واقع شده‌است.

## جمعیت
یوخاری بیلنه ۱۴۲ نفر جمعیت دارد.

## ریشه واژه
بیل در زبان تالشی به‌معنی باتلاق یا مرداب است.